# Караузенський сільський округ
Караузе́нський сільський округ (каз. Қараөзен ауылдық округі, рос. Караузенский сельский округ) — адміністративна одиниця у складі Казталовського району Західноказахстанської області Казахстану. Адміністративний центр — село Караузен.
Населення — 1379 осіб (2021; 1621 у 2009, 1899 у 1999, 1842 у 1989).
Станом на 1989 рік існувала Караузенська сільська рада (села Жас, Караузень, Кулак, Серік) колишнього Фурмановського району. Село Кулак було ліквідовано 2018 року.

## Склад
До складу округу входять такі населені пункти:
| Населений пункт | Старі назви | Населення, осіб (1989) | Населення, осіб (1999) | Населення, осіб (2009) | Населення, осіб (2021) |
| --------------- | ----------- | ---------------------- | ---------------------- | ---------------------- | ---------------------- |
| Жас, село       | Коктерек    | 446                    | 433                    | 381                    | 270                    |
| Караузен, село  | Караузень   | 781                    | 909                    | 821                    | 1035                   |
| --Кулак, село   | -           | 258                    | 326                    | 270                    | -                      |
| Серік, село     | -           | 357                    | 231                    | 149                    | 74                     |